# Мелованная бумага
Мелованная бумага — высококачественная бумага, используемая для производства глянцевых журналов, презентационных каталогов, буклетов и других материалов, для которых важна яркость красок и приятный внешний вид. На мелованной бумаге нередко выпускаются почтовые марки. Дает чёткие отпечатки и приятна на ощупь.
Мелованная бумага получается при нанесении на обычную бумагу (основу) одного или нескольких слоёв меловой смеси (мел, каолин и связующие вещества), что сильно меняет её поверхностные свойства и массу.
Плотность (масса листа площадью 1 м2) – от 60 до 300 г/м2.